# Franck Spengler
 (septembre 2024).
Pour les articles homonymes, voir Spengler.
Franck Spengler, né le 30 janvier 1957 à Paris, est un éditeur et écrivain français.

## Biographie
Franck Spengler est le fils de l'industriel Pierre Spengler (homonyme du producteur de films) et de la romancière et éditrice Régine Deforges (auteure notamment de La Bicyclette bleue).
Après des études au lycée Buffon à Paris et au lycée Jean-Moulin à Montmorillon, Franck Spengler entre à l'université Paris IV-Sorbonne où il obtient une maîtrise d'histoire.
Baigné dans l'univers des livres depuis son enfance, il exerce en parallèle de ses études divers métiers, notamment celui de libraire au sein de la librairie de Jean-Jacques Pauvert Le Palimugre. Cette fonction lui permet de travailler, déjà, au plus près des auteurs, la librairie abritant également les maisons d'édition de Pauvert et Deforges.
En parallèle de ses études en histoire et dans la filière « Métiers du livre » à Bordeaux, il exerce divers métiers, notamment durant un an au sein de Fayard, où il rencontre Alex Graal. 
Passant alors par l'exercice de divers métiers (tels qu'assistant de publicité), en France puis chauffeur routier en Suisse, il rejoint définitivement le monde de l'édition en 1984, pour assumer les fonctions de Directeur général des éditions Régine Deforges. À partir de 1989, il devient PDG des éditions Ramsay, fonction qu'il occupe jusqu'en 1992, date à laquelle il crée sa propre maison d'édition : Éditions Spengler. En 1995, sa maison d'édition change de nom, devient les éditions Blanche, spécialisée en littérature érotique et continue à exploiter le fonds Spengler éditeur. En 2005, son ami Hugues de Saint Vincent lui propose de l'associer à la création de Hugo et Compagnie qui deviendra Hugo Publishing.[réf. souhaitée]
Franck Spengler s'est progressivement spécialisé dans l'édition érotique, dont il est devenu un acteur important[source insuffisante]. Il est en effet à l'origine de la plupart des grands succès éditoriaux du genre, notamment Autoportrait en érection de Guillaume Fabert (publié aux Éditions Régine Deforges), La Femme de papier de Françoise Rey (publié chez Ramsay), Le Lien, de Vanessa Duriès, La Nuit l'après-midi de Caroline Lamarche (publié chez Spengler), L'Orage et Toutes les femmes s'appellent Marie de Régine Deforges, Dolorosa soror de Florence Dugas, Des désirs et des hommes de Françoise Simpère, Frappe-moi !, de Mélanie Müller, Pattaya beach de Franck Poupart, Toutes femmes sont des sirènes, elles pensent avec leur queue de Julia Palombe, la trilogie Le Manoir d'Emma Cavalier ou Outrage de Maryssa Rachel (roman qui a suscité des polémiques à la rentrée littéraire 2017), etc., et contribué à faire émerger toute une génération d'auteurs.
Franck Spengler est à l'origine de plus de 300 titres érotiques publiés, dont 200 encore disponibles.
Il dénonce régulièrement dans les médias le renouveau, selon lui, d'une censure « bien-pensante »,. Il a ainsi publié des auteurs dont les écrits ont créé des polémiques, notamment Alain Soral, Érik Rémès, Mathias Cardet, Laurent Guyénot ou François Devoucoux du Buysson.
En tant qu'auteur, Franck Spengler a écrit des textes érotiques (La Vie amoureuse des fées (Filipacchi), l'ouvrage 1969-2009, Années érotiques (Éditions Blanche), en coécriture avec Frédéric Ploton et Maïna Lecherbonnier, où ils revisitent 40 ans de regard sur l'érotisme au-travers la littérature, le cinéma, la musique, la publicité ainsi que toutes les grandes mutations en matière de sexualité de ces 40 années.
Il a également dirigé et réalisé l'adaptation française du Dictionnaire des fantasmes et des perversions (Éditions Blanche), et écrit avec Roland Agret (victime d'une erreur judiciaire) l'essai engagé Mon corps en otage (Hugo & Cie) qui relate le combat de celui-ci pour faire réviser son procès et sa condamnation dans les années 1970.
Dans le domaine des affaires criminelles, il a coécrit Guy, Georges, contre-enquête sur le tueur de l'Est parisien aux Éditions Mango (février 2001). Il a également coécrit avec Randall Schwerdorffer (l'avocat entre autres de Jonathann Daval) Itinéraire d'un avocat hors norme aux Éditions Hugo Doc (octobre 2023) et La loi, juste la loi aux Éditions Hugo Doc (octobre 2024).
Dans le domaine culinaire, il a écrit La Cuisine des amants (Librio, 1999) et La Cuisine amoureuse et sensuelle (Blanche, 2013).
Il est également président de l'association Créative Handicap qui créé un trait d'union entre personnes en situation de handicap et personnes valides autour de l'art et de la création numérique.

## Famille
Franck Spengler a trois enfants, dont la photographe Vanda Spengler.